# Luciana Capodanno
Luciana Capodanno D'Andrea (Napoli, 1º gennaio 1934 – Napoli, 15 novembre 2013) è stata una giocatrice di bridge italiana.

## Biografia
Nata a Napoli il primo gennaio 1934, è stata una delle componenti della squadra nazionale di bridge e per oltre un quarantennio ha vinto molti tornei internazionali.
Tra i molti premi e riconoscimenti va innanzitutto ricordato che Luciana Capodanno è una delle quattro italiane ad avere guadagnato lo status di Women World Grand Master della World Bridge Federation (le altre essendo, la sorella Marisa D'Andrea, Anna Valenti e Marisa Bianchi).
Nel 1964 ha vinto le Olimpiadi femminili di bridge svoltesi a Montecarlo ed è arrivata seconda alle olimpiadi di Valkenburg del 1980.
Nel 1978 e nel 1987 ha conquistato una medaglia d'argento ed una di bronzo ai campionati del mondo femminili anche noti come Venice Cup, dal nome della sede che ospitò il primo torneo.
Nel 1976 ha vinto le Olimpiadi Femminili a squadre (World Team Olympiad').
Nel 1974 e 1977 ha vinto due Campionati Europei Femminili, mentre negli anni seguenti si è aggiudicata 2 argenti e 3 bronzi nei Campionati del MEC a Squadre Femminili ed un bronzo in quelli a Squadre Miste.
Come rappresentante dei colori di Milano, nel 1974, 1976, 1977, 1984, 1987, 1988, 1989, 1998, 2000, 2001 ha vinto 10 titoli nazionali a Squadre Femminili, mentre nel 1987 e 1995 ha vinto i campionati nazionali a squadre miste.
Nel 2013 la Federazione Italiana del Bridge ha onorato Luciana Capodanno e la sorella Marisa D'Andrea con un premio alla carriera.
È morta il 15 novembre 2013 per un ictus cerebrale che l'ha colpita all'età di 79 anni.